# Jake Riviera
Jake Riviera (* Februar 1948 in Edgware, Middlesex, als Andrew Jakeman) ist ein britischer Musikmanager. Zu den von ihm betreuten Künstlern gehörten Elvis Costello und Nick Lowe. Zusammen mit Dave Robinson gründete er das Musiklabel Stiff Records.

## Biografie
Während seiner Schulzeit in London war Riviera Mitglied verschiedener Bands. In den frühen 1970ern wurde er Roadmanager der Pubrock-Gruppe Chilli Willi and the Red Hot Peppers. Für das Marketing der Band arbeitete er mit dem Grafiker Barney Bubbles zusammen.
1975 organisierte Riviera „Naughty Rhythms“, eine Konzert-Tournee mit Chilli Willi, Dr. Feelgood und Kokomo. Nach der Auflösung von Chilli Willi wurde Riviera Tourmanager von Dr. Feelgood, die im Frühjahr 1976 in den USA unterwegs waren. Zurück in England gründete er zusammen mit Dave Robinson das Independent-Label Stiff Records.
Stiff nahm The Damned unter Vertrag, die im Oktober 1976 als erste Punkband eine Single veröffentlichten. Zu den Künstlern, die Riviera ebenfalls für Stiff verpflichtete, gehörten auch Elvis Costello und Nick Lowe. Auch Barney Bubbles arbeitete für das Label und entwarf Plattenhüllen, Poster und Marketing-Kampagnen für Lowe, The Damned und Costello, aber auch andere Musiker wie Ian Dury und Wreckless Eric.
Im Herbst 1977 verließ Riviera Stiff Records, um bei Radar Records einzusteigen. Dabei nahm er Costello und Lowe als Kunden mit. 1980 gründete Riviera zusammen mit Andrew Lauder das Label F-Beat; wie schon bei Radar arbeitete er auch hier mit Barney Bubbles zusammen. F-Beat bestand bis Mitte der 1980er Jahre. Riviera arbeitete weiterhin als Manager von Costello und Lowe.